# OTUD1
OTUD1‏ (OTU deubiquitinase 1) هوَ بروتين يُشَفر بواسطة جين OTUD1 في الإنسان.